# Echo (Iru Hecsanovi-dal)
Az Echo (magyarul: Visszhang) a grúz Iru dala, mellyel Grúziát képviselte a 2023-as Eurovíziós Dalfesztiválon Liverpoolban. A dal belső kiválasztás során nyerte el a dalversenyen való indulás jogát.

## Eurovíziós Dalfesztivál
2023. február 2-án a Grúz Közszolgálati Televízió The Voice című tehetségkutató műsorát Iru nyerte, így ő képviselheti Grúziát az Eurovíziós Dalfesztiválon. A versenydalát ezt követően írták meg számára, melyet a videoklippel együtt 2023. március 16-án mutattak be, a 2023-as dalfesztivál mezőnyéből utolsóként.
A dalfesztivál előtt Barcelonában, Tel-Avivban és Madridban eurovíziós rendezvényeken népszerűsítette versenydalát.
A dalt először a május 11-én rendezett második elődöntőben fellépési sorrendben tizenegyedikként adta elő a Szlovéniát képviselő Joker Out Carpe Diem című dala után és a San Marinót képviselő Piqued Jacks Like an Animal című dala előtt. Az elődöntőben a nézői szavazatok pontjai alapján nem került be a dal a május 13-án megrendezésre került döntőbe. Ez volt sorozatban a hatodik alkalom, hogy Grúzia nem jutott tovább az elődöntőből.
A következő grúz induló Nutsa Buzaladze Firefighter című dala volt a 2024-es Eurovíziós Dalfesztiválon.

### Kapott pontok
Második elődöntő
| Szavazat | Össz | Szavazó országok | Szavazó országok | Szavazó országok | Szavazó országok | Szavazó országok | Szavazó országok | Szavazó országok | Szavazó országok | Szavazó országok | Szavazó országok | Szavazó országok | Szavazó országok | Szavazó országok | Szavazó országok | Szavazó országok | Szavazó országok   | Szavazó országok | Szavazó országok | Szavazó országok    |
| Szavazat | Össz | Dánia            | Örményország     | Románia          | Észtország       | Belgium          | Ciprus           | Izland           | Görögország      | Lengyelország    | Szlovénia        | San Marino       | Ausztria         | Albánia          | Litvánia         | Ausztrália       | Egyesült Királyság | Spanyolország    | Ukrajna          | A Világ többi része |
| -------- | ---- | ---------------- | ---------------- | ---------------- | ---------------- | ---------------- | ---------------- | ---------------- | ---------------- | ---------------- | ---------------- | ---------------- | ---------------- | ---------------- | ---------------- | ---------------- | ------------------ | ---------------- | ---------------- | ------------------- |
| Nézők    | 33   |                  | 12               | 2                | 1                |                  |                  |                  | 7                | 1                |                  | 3                |                  |                  | 3                | 1                |                    |                  | 2                | 1                   |

## Dalszöveg
| Days in a row I’m thinking, I know I’ve got a big faith My love is my crown Will be better way Will be better day now It is not a secret – A dal kezdete | Egymás utáni napokon Azon gondolkozok, hogy tudom Nagy hitem van A szeretet a koronám Jobb irány lesz Jobb nap lesz most Ez nem titok – A dal kezdete magyarul |